# Čelákovy
Čelákovy jsou vesnice, část obce Zemětice v okrese Plzeň-jih v Plzeňském kraji. Nachází se asi jeden kilometr severozápadně od Zemětic. Prochází zde silnice II/182. Je zde evidováno 64 adres. V roce 2011 zde trvale žilo 94 obyvatel.
Čelákovy jsou také název katastrálního území o rozloze 2,44 km².

## Historie
První písemná zmínka o vesnici pochází z roku 1379.

## Obyvatelstvo
| Rok            | 1869 | 1880 | 1890 | 1900 | 1910 | 1921 | 1930 | 1950 | 1961 | 1970 | 1980 | 1991 | 2001 | 2011 | 2021 |
| -------------- | ---- | ---- | ---- | ---- | ---- | ---- | ---- | ---- | ---- | ---- | ---- | ---- | ---- | ---- | ---- |
| Počet obyvatel | 271  | 266  | 249  | 300  | 344  | 339  | 333  | 232  | 238  | 192  | 140  | 102  | 88   | 94   | 114  |
| Počet domů     | 39   | 39   | 42   | 46   | 51   | 51   | 60   | 63   | 63   | 55   | 45   | 51   | 54   | 54   | 58   |

## Obecní správa
Při sčítání lidu v letech 1850–1959 Čelákovy byly samostatnou obcí, se kterým patřily nejprve do okresu Přeštice, ale v roce 1950 v okrese Stod. Od roku 1960 jsou částí obce Zemětice v okrese Plzeň-jih.

## Galerie

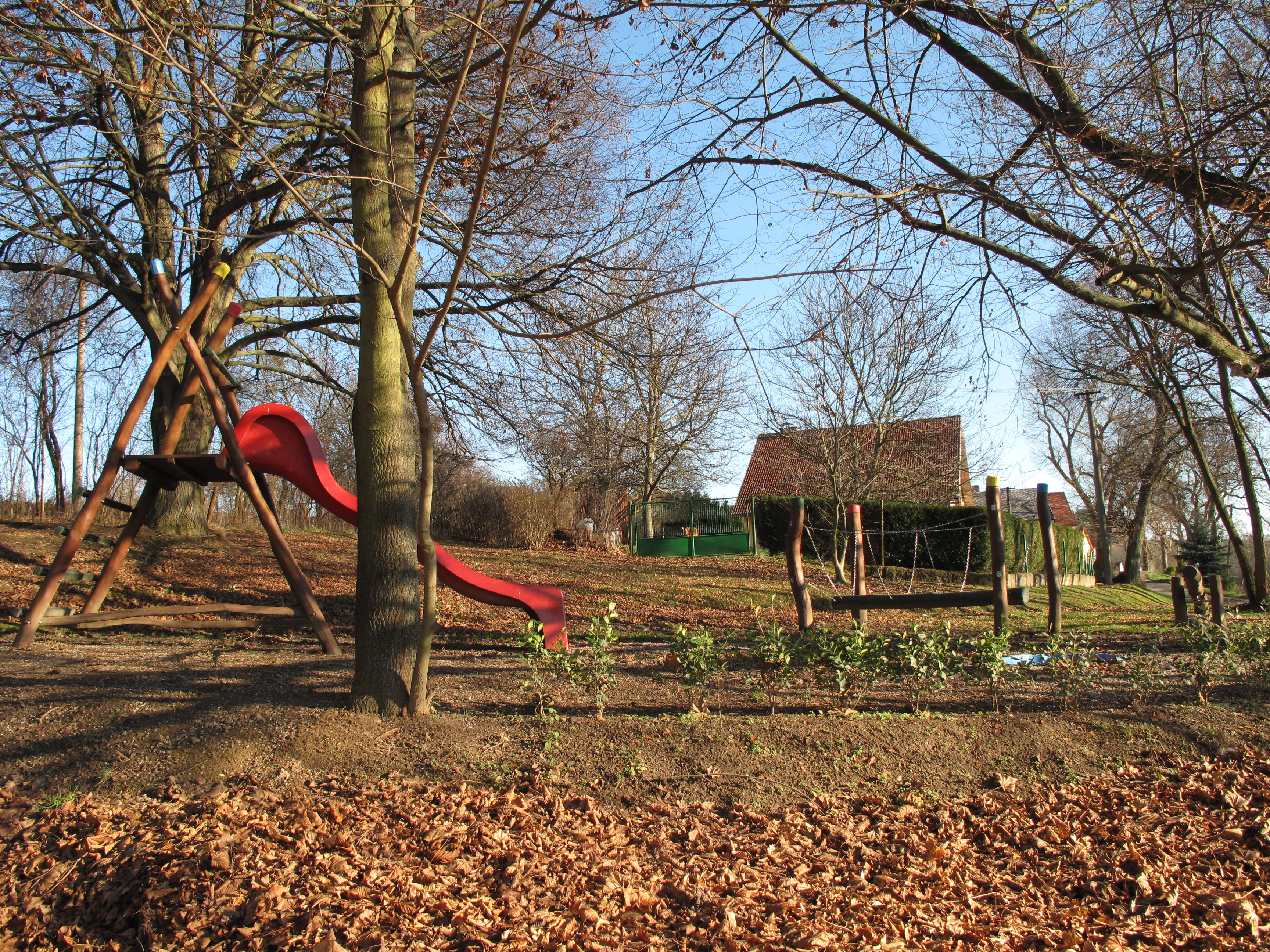
Hřiště
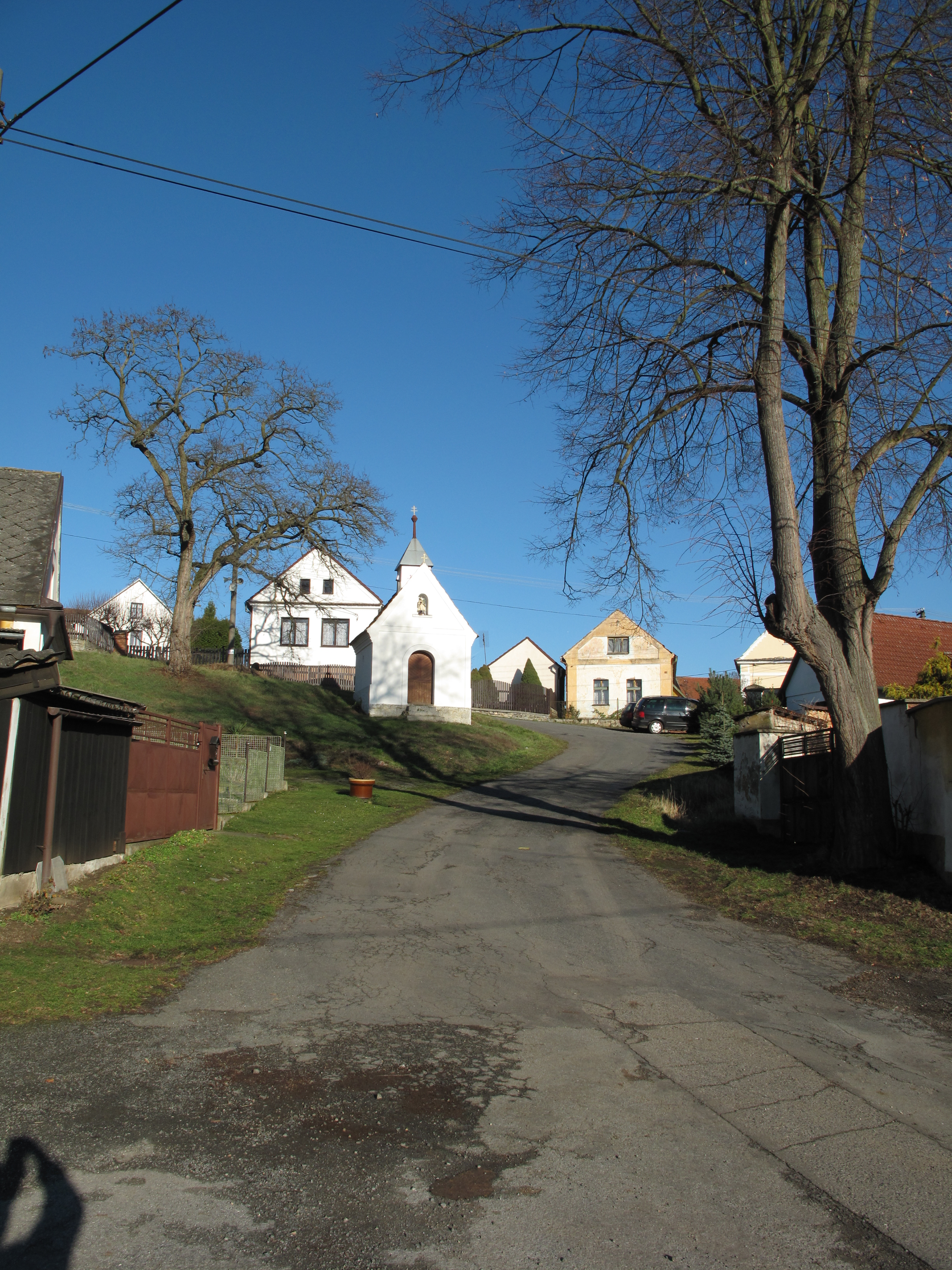
Kaplička
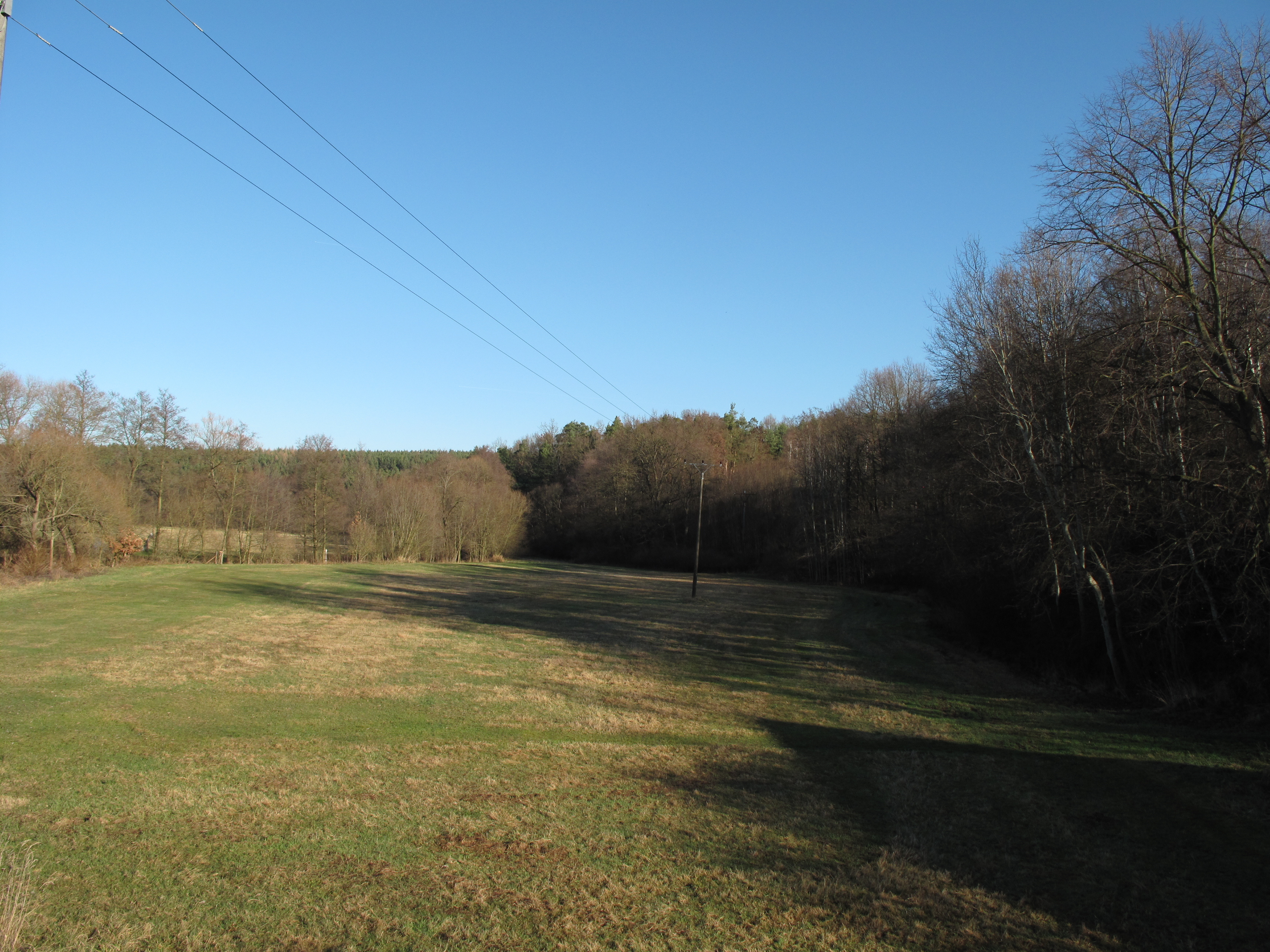
Niva
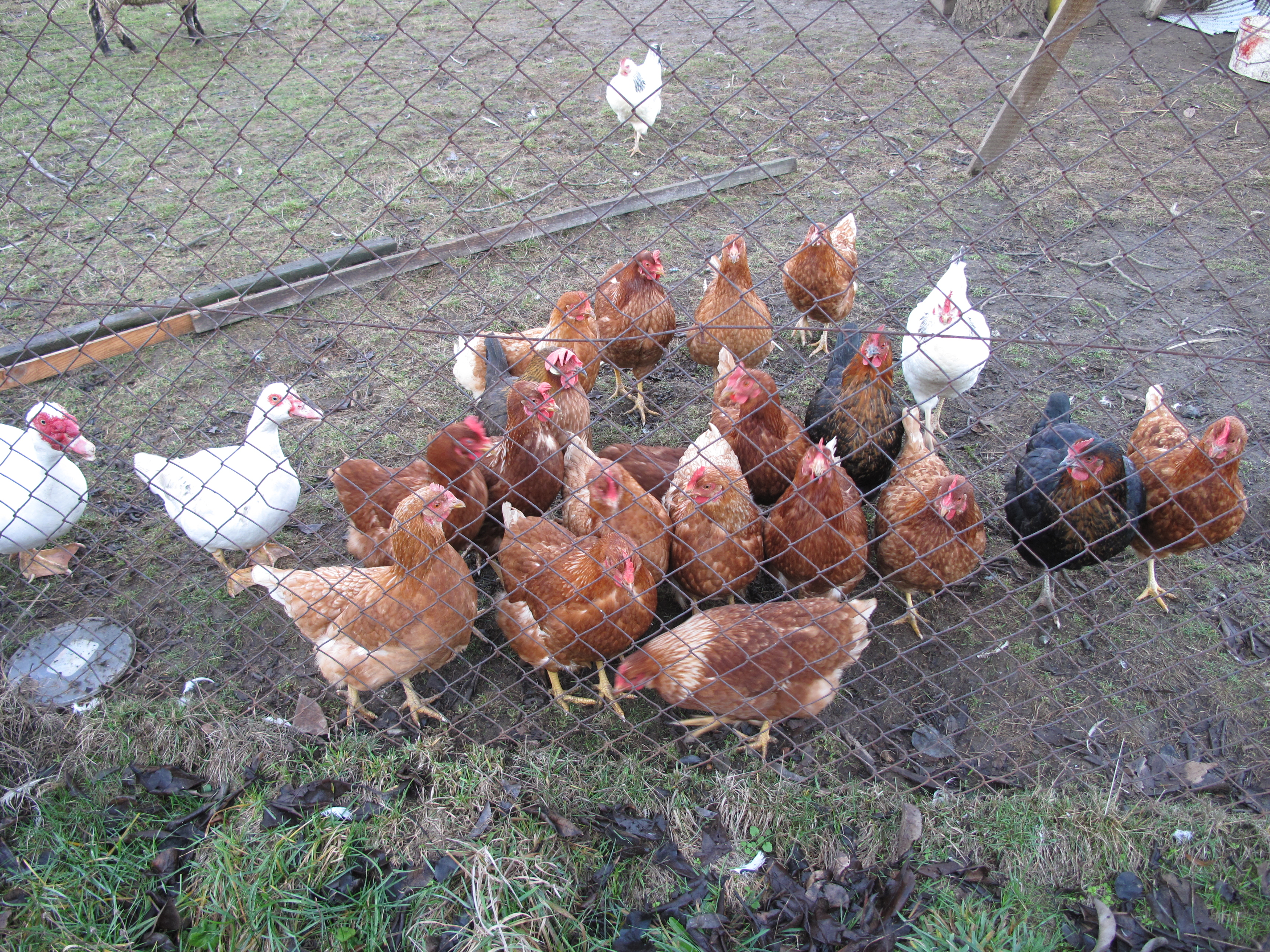
Slepice
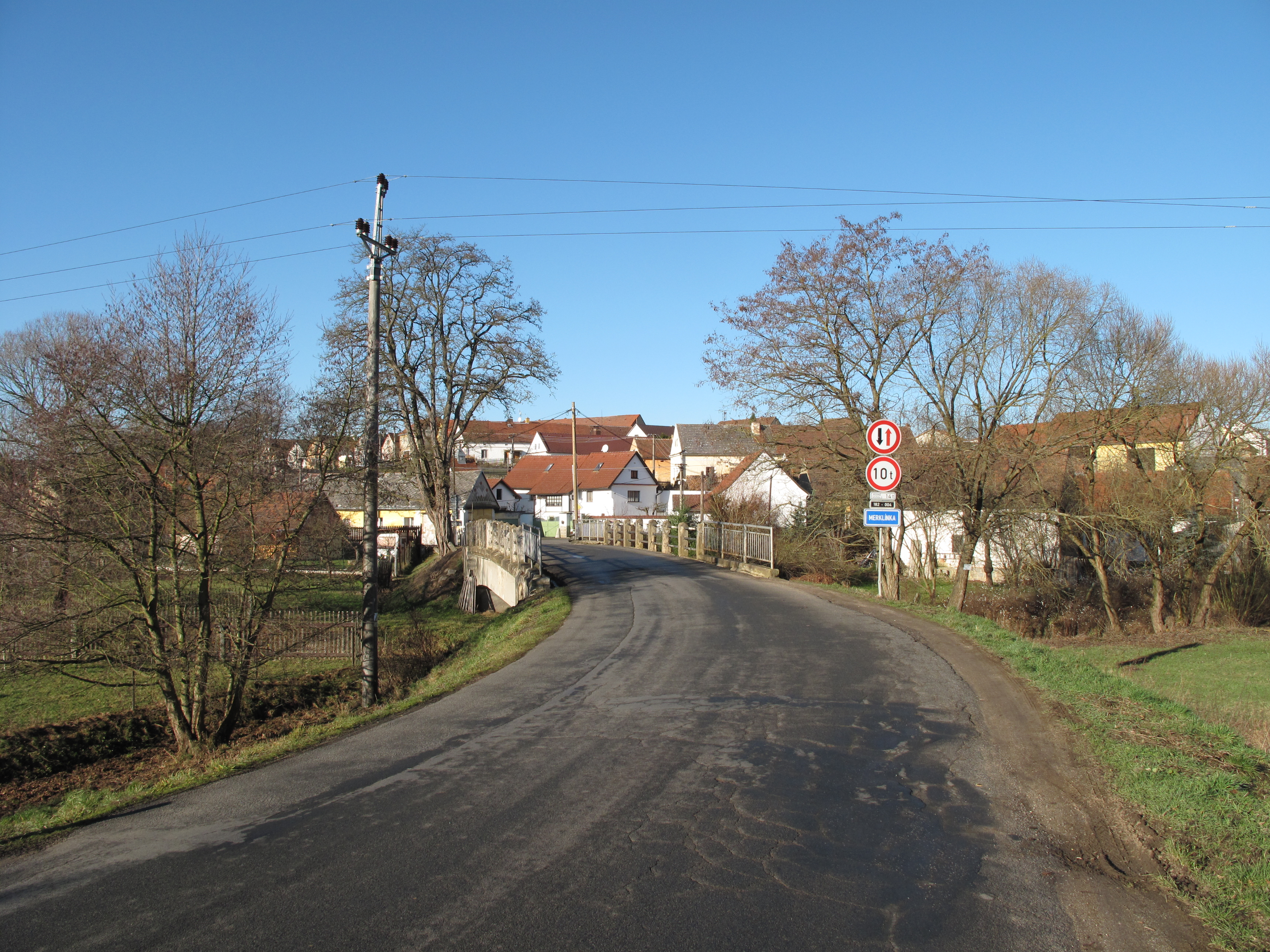
Silnice